# Graeme Thomson
Graeme Thomson, (né le 9 août 1875 - mort le 28 septembre 1933), est un administrateur colonial britannique.
Il a été le 28e gouverneur du Ceylan britannique dans l'actuel Sri Lanka, gouverneur du Nigeria, et gouverneur de la Guyane britannique.

## Distinctions
- Ordre de Saint-Michel et Saint-Georges Chevalier Grand-croix (GCMC)
- Ordre du Bain Chevalier commandeur (KCB)